# Hermandad de Nueva Esperanza (Málaga)
La Venerable Hermandad y Cofradía de Nazarenos de Jesús Nazareno del Perdón, María Santísima de Nueva Esperanza, Santa Ana y San Joaquín es una cofradía malagueña perteneciente a la Agrupación de Cofradías.

## Historia
La Hermandad se crea el 19 de marzo de 1976 en el Asilo de los Ángeles por una serie de miembros integrantes en su gran mayoría de la Peña Nueva Málaga. La primera estación penitencial tuvo lugar el ocho de abril de 1977 (Viernes Santo) y trascurrió por las calles de la feligresa del barrio de Nueva Málaga. En 1991 realizó la salida penitencial llegando a la Ermita de Zamarrilla. Su primer intento para entrar en la Agrupación de Cofradías se dio en 1993, cuando se realizó una prueba para su ingreso, lo cual le fue denegado, ingresando en el ente agrupacionista la Hermandad de Crucifixión, desde ahí seguían procesionando el Martes Santo, ya que antes lo realizaban el Viernes Santo. Ya por fin esta Hermandad realizó salida procesional como Cofradía agrupada en el año de 1997.
El 7 de octubre de 2012, María Santísima de Nueva Esperanza presidió un Rosario Matutino, junto con Nuestra Señora del Rosario de la barriada de Santa Rosalía, con motivo del 40 aniversario de la desaparición del pueblo de Peñarrubia para la puesta en servicio del Pantano de Guadalteba. En este Rosario, las Vírgenes se encontraron a orillas del embalse.

## Iconografía

### Cristo
Nazareno camino del Calvario.

### Virgen
Virgen Dolorosa.

## Imágenes
- El Nazareno del Perdón es obra del malagueño Juan Manuel García Palomo en el año 1999, sustituyendo a una imagen de Pérez Hidalgo. Desde 2008 acompaña al Nazareno un arcángel cireneo, obra de Israel Cornejo Sánchez.

- La imagen de la Virgen de Nueva Esperanza. Proveniente de Peñarrubia tras el desalojo del pueblo, fue recogida por el Obispado, que la donó a la Hermandad en el año 1977. Poco después, (1985) fue restaurada por Pérez Hidalgo, tallándole nuevas manos y afinando los rasgos faciales, además de aplicarle una nueva policromía. Fue restaurada de nuevo en el año 2004 por Ana María Azuaga, la restauración, abarcó diversos aspectos como la eliminación de repintes, que dejó al descubierto la policromía original y mejoras en la talla. Del mismo año son las manos y la devanadera que le fueron realizadas por García Palomo. En 2009 se acometió una nueva restauración, a cargo de Juan Manuel García Palomo, aplicándole una nueva policromía, debido a la aparición de grietas en el rostrillo.

La Dolorosa originalmente es obra del siglo XX de José Navas-Parejo, teniendo como primera referencia a la misma, tal como consta en unos de los libros procedente de la extinta iglesia parroquial de Peñarrubia de 1935.

## Tronos
- El trono del Nazareno es obra de Manuel Toledano Vega en madera tallada, teniendo como curiosidad que en él se representan a todos los Nazarenos que procesionan en la capital. La iluminación consta de arbotantes en madera tallada y dorada, obra y diseño de Manuel Toledano Gómez. El dorado es obra del taller de Manuel Verdugo (2008-2009)

- El trono de la Virgen de es obra en alpaca plateada de los Talleres Dimaluz, estrenado en la Semana Santa de 2002. El palio de terciopelo verde liso, a excepción de la bambalina frontal bordada por Joaquín Salcedo (2008). La Virgen de Nueva Esperanza procesiona con saya de tisú bordada en oro por Joaquín Salcedo (2003) y corona en plata sobredorada obra de Joaquín Ossorio (2020). Manto de terciopelo verde liso, confeccionado por Mª Felicitación Gaviero (2018).

## Marchas dedicadas
Banda de Música:
- Virgen de Nueva Esperanza, Miguel Pérez Díaz (1994)
- Nazareno del Perdón, Miguel Pérez Díaz (1997)
- Esperanza de Nueva Málaga, Miguel Pérez Díaz (1999)
- Nueva Esperanza, Manuel Bonilla Cascado (2000)
- Perdón de Nueva Esperanza, Miguel Ángel Díaz Gómez (2001)
- Nazareno del Perdón, José Ramón Valiño Cabrerizo (2003)
- Esperanza Salerosa, José Ramón Valiño Cabrerizo (2003)
- Portadores de Nueva Málaga, Miguel Higueras Rueda (2004)
- María Santísima de Nueva Esperanza, Sergio Bueno De la Peña (2016)
- La vecina insigne, José Miguel Navarro Martín (2019)
- María, Luz de Esperanza, Christian Palomino Olías (2020)
- La Esperanza de Santa Ana, David Torres Fernández (2021)
- Nueva Esperanza, Cristóbal López Gándara (2022)

Agrupación Musical:
- En tu perdón soberano, Rubén Melgarejo Toscano (2009)
- Madrugá de Martes Santo, Carlos Alberto Soto Escaño (2010)
- La Cruz del Perdón, José María Sánchez Martín (2013)
- Nazareno del Barrio, Manuel Jesús González Hernández (2015)
- En tu perdón... Reina una Nueva Esperanza, Jesús Salvador Jiménez Piñero (2016)
- Remissio, Alberto Caballero Bonilla (2017)

## Recorrido Oficial
| Predecesor: Penas | Orden de entrada en el Recorrido Oficial (Martes Santo) 3.er lugar | Sucesor: Estrella |